# Xã Freedom, Quận Phillips, Kansas
Xã Freedom (tiếng Anh: Freedom Township) là một xã thuộc quận Phillips, tiểu bang Kansas, Hoa Kỳ. Năm 2010, dân số của xã này là 90 người.